# Malý Radechov
Malý Radechov (357 m n. m.) je vrch v okrese Česká Lípa Libereckého kraje, ležící asi 2 km západně od vesnice Horní Krupá, na příslušném katastrálním území.

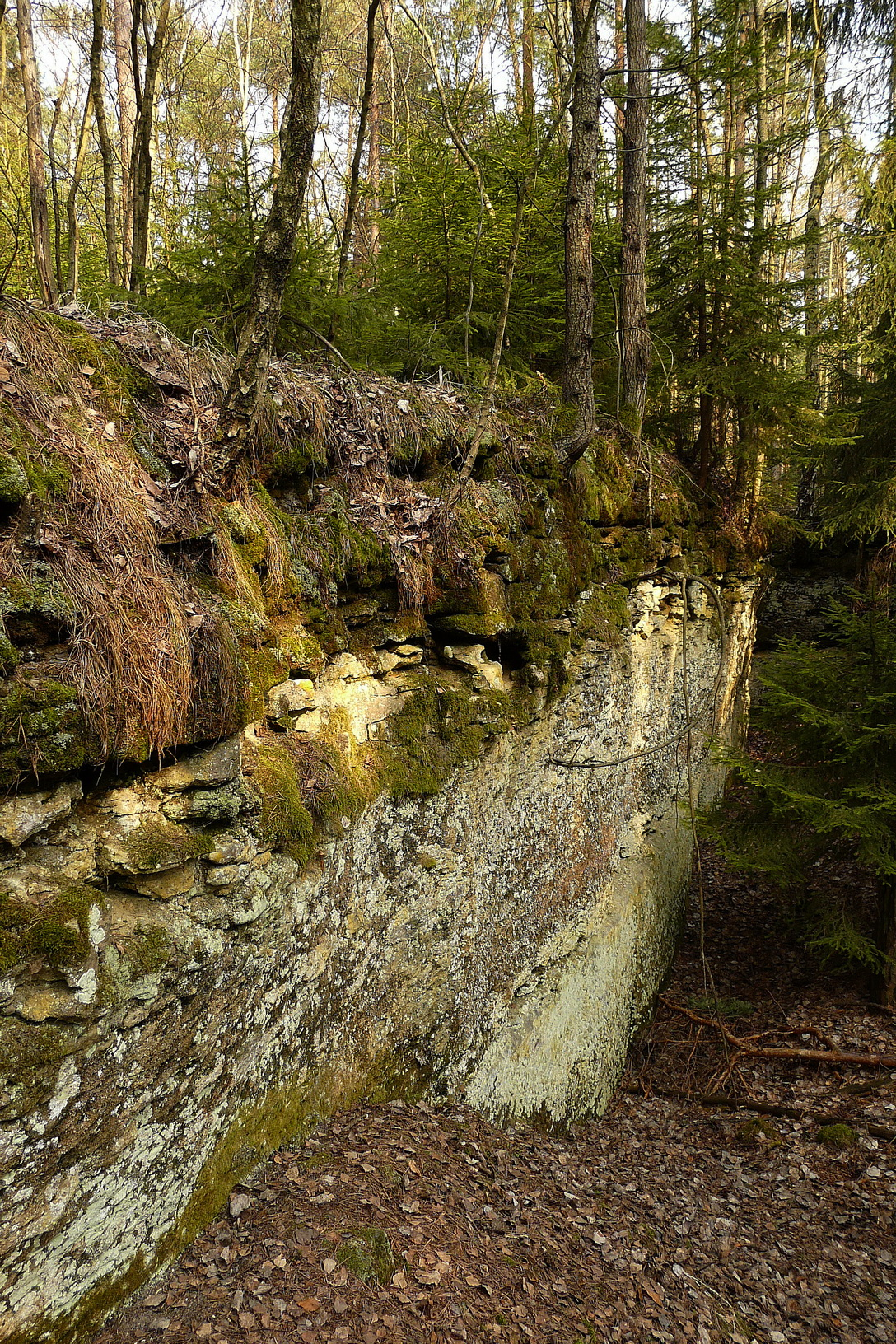
Starý lom na Malém Radechově

1,5 km jihovýchodně leží vyšší jmenovec, vrch Radechov.

## Geomorfologické zařazení
Vrch náleží do celku Jizerská tabule, podcelku Středojizerská tabule, okrsku Bělská tabule a podokrsku Radechovská pahorkatina.

## Přístup
Automobilem lze přijet nejblíže do Horní Krupé, či po silnici Bělá pod Bezdězem – Kuřívody k odbočce na bývalou Jezovou, či po silnici Dolní Krupá – Bělá p.B. k odbočce na Radechov. Výstup na vrchol je jednoduchý. Kolem vrchu vede několik lesních cest.